# Süttő, Komárom-Esztergom
Süttő  este un sat în districtul Esztergom, județul Komárom-Esztergom, Ungaria, având o populație de 2.049 de locuitori (2011). 

## Demografie
Componența etnică a satului Süttő
     Maghiari (95,48%)
     Germani (3,18%)
     Necunoscut (0,39%)
     Alții (0,95%)
Componența confesională a satului Süttő
     Romano-catolici (49,54%)
     Fără religie (9,52%)
     Reformați (8,44%)
     Necunoscută (31,92%)
     Luterani (0,59%)
     Alte religii (0,73%)
Conform recensământului din 2011, satul Süttő avea 2.049 de locuitori. Din punct de vedere etnic, majoritatea locuitorilor (95,48%) erau maghiari, cu o minoritate de germani (3,18%). Apartenența etnică nu este cunoscută în cazul a 0,39% din locuitori. Nu există o religie majoritară, locuitorii fiind romano-catolici (49,54%), persoane fără religie (9,52%) și reformați (8,44%). Pentru 31,92% din locuitori nu este cunoscută apartenența confesională.